# 피어 스트리트 파트 2: 1978
"피어 스트리트 파트 2: 1978"(영어: Fear Street Part Two: 1978)는 2021년 공개된 미국의 슬래셔 영화이다. 리 재니악이 감독을 맡았으며, R. L. 스타인의 동명 공포 소설이 영화의 원작이다. 영화 《피어 스트리트》 3부작 중 두 번째 작품이다.

## 출연
- 세이디 싱크 - 지기 버먼 / 크리스틴 버먼 역
  - 길리언 제이컵스 - C. 버먼 역 / 성인 지기 역
- 에밀리 러드 - 신디 버먼 역
- 라이언 심프킨스 - 앨리스 역
- 매케이브 슬라이 - 토미 슬레이터 역
- 테드 서덜랜드 - 닉 구드 역
  - 애슐리 주커만 - 성인 닉 구드 역
- 조대나 스피로 - 메리 레인 간호사 역
- 키아라 오렐리아 - 실라 역
- 브랜든 스핑크 - 윌 구드 역
  - 매튜 저크 - 윌 구드 시장 역
- 샘 브룩 - 어니 역
- 재키 베네 - 조앤 역
- 키아나 마데이라 - 디나 존슨 역
- 벤저민 플로레스 주니어 - 조시 존슨 역
- 올리비아 스콧 웰치 - 서맨사 프레이저 역
- 조딘 디나탈레 - 루디 레인 역
- 에덴 캠벨 - 애니 역

## 같이 보기
- 피어 스트리트 파트 1: 1994
- 피어 스트리트 파트 3: 1666